# Simon de Limburgo
Simon de Limburgo (?, c. 1177 - Roma, 1 de agosto de 1196) fue un noble y eclesiástico limburgués. 
Descendiente de la Casa de Lorena, era hijo de los duques de Limburgo Enrique III de Limburgo y Sofie von Saarbrücken. 
Hacia el año 1193 fue propuesto como príncipe-obispo de Lieja en sustitución de su difunto primo Alberto de Lovaina, aunque no pudo tomar posesión de la sede por disputársela Albert de Cuyck, que contaba con el favor del conde Balduino V de Henao. Ante la imposibilidad de conseguir un acuerdo amistoso entre los dos aspirantes, ambos marcharon a Roma para dirimir sus desavenencias ante el papa Celestino III. Durante su estancia en la ciudad, Simon fue creado cardenal diácono. 
Falleció en 1196 antes de haber cumplido los veinte, envenenado junto a todo su séquito por obra de Cuyck, quien finalmente consiguió para sí el obispado. Fue sepultado en la Basílica de San Juan de Letrán.